# Rabel
Rabel (tiếng Đan Mạch: Rabøl) là một đô thị thuộc huyện Schleswig-Flensburg, trong bang Schleswig-Holstein, nước Đức. Đô thị Rabel có diện tích 8,84 km², dân số thời điểm 31 tháng 12 năm 2006 là 637 người.